# Nei Lak Shan
Nei Lak Shan (chiń. 彌勒山) - szczyt o wysokości 751 m na wyspie Lantau, który jest zalokalizowany na północ od Ngong Ping, gdzie znajduje się klasztor Po Lin. Jest to siódmy pod względem wysokości szczyt w Hongkongu.
Na wzgórzu znajduje się stacja kolei linowej Ngong Ping 360.